# Вазиристан

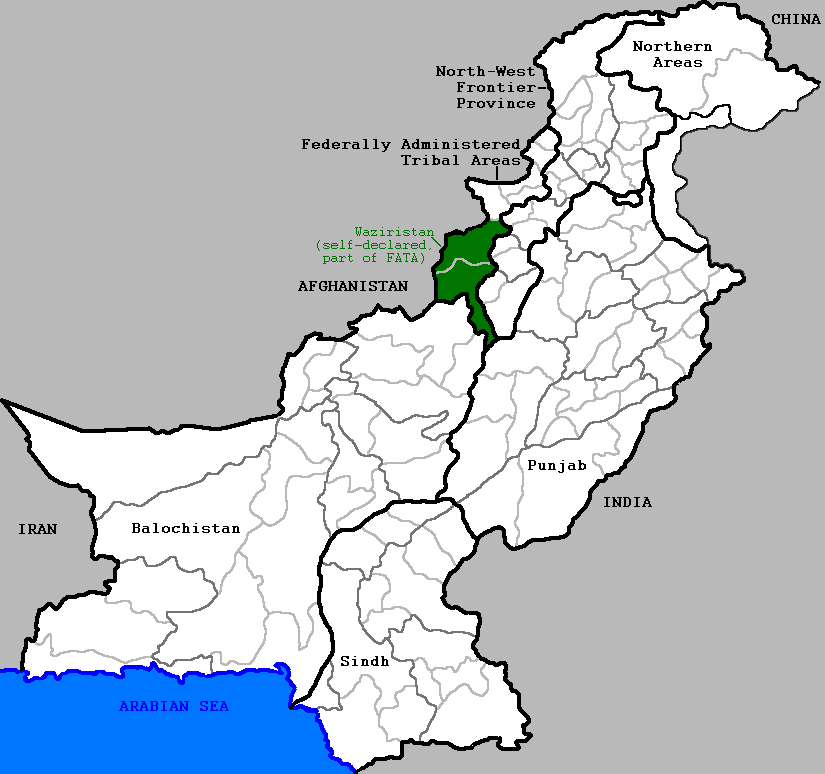
Розташування Північного і Південного Вазиристану (зеленим) на території Пакистану (білим)

Вазиристан (перс. وزيرستان) — гірський регіон на північному заході Пакистану на кордоні з Афганістаном.
Складається з пакистанських «агентств» (територіальних одиниць-підпровінцій) Північний Вазиристан і Південний Вазиристан, що входять до Території племен під особливим спільним управлінням федерального центру та місцевої влади.

## Загальна характеристика

Прапор з такбіром, що використовувався рухом опору в Вазиристані проти британців в 1930-ті роки

Площа — 11 585 км ² (у тому числі близько 5 000 — північна і 6500 південна частини). Вазиристан розташований на захід і південний захід від Пешавару, від межиріччя Куррам і Кайру до річки Гомаль.
Населення (1998) — 791 087 осіб (у тому числі 361 246 — в північній і 429 841 — в південній частинах), головним чином пуштунські племена.

## Населення
Населення кожної з частин Вазиристану має певні відмінності, хоча обидві групи розмовляють мовою вазири, що є південним діалектом пушту. Мешканці Вазиристану здавна мають репутацію войовничого народу, відомого звичаями родової кровної помсти. Пуштунські племінні і релігійні лідери традиційно представлені в пакистанському парламенті. Племена поділяються на групи, керовані вождями селищ, які при вирішенні спільних питань періодично збираються на традиційні племінні ради — Лойя-Джирга . Життя вазиристанських пуштунів вельми консервативне в соціальному і релігійному плані. Жінки ретельно оберігаються від сторонніх, кожне домашнє господарство має очолюватись виключно чоловіком.

## Регіони

### Північний Вазиристан
Північний Вазиристан, або Утманзай, населений племенами Дервіш-Хель (або Вазири, що дали назву регіону), які проживають в укріплених гірських селах, і Давар (або Даур), чиї поселення розташовані в низинних рівнинних долинах. Місцевості Вазіра називаються Размак, Датта-Хель, Спин-вам, Досали и Шава, даварів — Мираншах, Мрали, Эдак, Хурмаз, Биланд-Хель, Хассу-Хель и Хайдер-Хель. Столицею Північного Вазиристану є місто Міраншах.

### Південний Вазиристан
Південний Вазиристан, або Ахмадзай, населений переважно плем'ям Мехсуд, представники якого живуть у наметових селах і є знаними вівчарями (вівці породи Вазири), що культивують виробництво чорної і білої вовни. Плем'я управлялося часом своїми вождями, часом — представниками північних племен або центрального уряду. Принципи управління багато в чому запозичені від індійських раджів. Місцевості Вазіра називаються Макин, Два-Той, Шакай, Сорарога, Канігурам, Сарвакай, Танай. Столицею Південного Вазиристану є місто Вана.

## Історія
З 1893 Вазиристан — територія, фактично незалежна як від британських домініонів, так і від афганського уряду.
У 1947 Вазиристан увійшов до складу незалежного Пакистану.
З 2001 Вазиристан є оплотом руху Талібан, поваленого в Афганістані. Таліби відсторонили традиційних племінних вождів і з 2004 захопили фактичну владу в регіоні.

## Ісламська держава Вазиристан
14 лютого 2006 на території Північного Вазиристану було оголошено про відновлення незалежності і створення Ісламської держави Вазиристан. Пізніше, незважаючи на спроби пакистанської армії відновити центральну владу, терен ІДВ розширилася за рахунок більшої частини Південного Вазиристану.
Самопроголошена сепаратистська держава Вазиристан, не визнана жодною країною світу.
Армія ІДВ нараховує кілька десятків тисяч бійців і складається з мешканців як Вазиристану, так і сусідніх провінцій Пакистану і Афганістану.
7 серпня 2007 Пакистан провів велику військову операцію проти бойовиків руху Талібан в Північному Вазиристані.
12 грудня 2009 прем'єр-міністр Юсуф Реза Гілані оголосив про перемогу Пакистану в Південному Вазиристані. Після перемоги пакистанських військ, Вазиристан припинив своє існування. Під контролем бойовиків залишилися лише кілька районів Північного Вазиристану.
29 жовтня 2010 Міністр закордонних справ Пакистану, Шах Махмуд Куреші зробив заяву, що 35 000-не угрупування пакистанських військ готове до початку бойових дій проти талібів у Північному Вазиристані.
Після повернення Талібану до влади в Афганістані у 2021 році ситуацією погіршилася: посилилася діяльність Пакистанського Талібану (TTP), зросла кількість інцидентів. До травня 2023 року зафіксовано 122 збройні інциденти (93 на півночі, 29 на півдні), загальні жертви — 341 особа (244 на півночі).
З 25 до 28 квітня 2025-го року відбулися зіткнення на кордоні з Афганистаном, внаслідок яких помер 71 бойовик
У липні 2025 спостерігаються повідомлення про зростання активності талібів та використання дронів обома сторонами